# 코리아보드게임즈
주식회사 코리아보드게임즈(영어: Korea Boardgames)는 2004년 2월에 설립된 대한민국의 보드 게임 회사이다.

## 연혁
2004년 2월 12일에 나무하나라는 법인명으로 설립되었으며, 2006년 9월에 코리아보드게임즈로 사명을 변경하였다.

## 출시게임
- 아그리콜라 (보드 게임)
- 마닐라 (보드 게임)
- 우노 (카드 게임)
- 팬데믹 (보드 게임)
- 에니그마 (보드게임)
- 다빈치 코드 (보드 게임)
- 도미니언 (카드 게임)
- 시타델 (보드 게임) (현재는 asmodee 유통)
- 카탄의 개척자
- 콘셉트 (보드 게임)
- 마르코 폴로의 발자취
- 스플렌더
- 석기시대 (보드 게임)
- 할리갈리
- 5초 준다 (보드게임)